# Richard Kiprop
Richard Kiprop (* 3. April 1989) ist ein kenianischer Langstreckenläufer, der sich auf Straßenläufe spezialisiert hat.
2012 siegte er beim Alsterlauf, beim Tübinger Stadtlauf, bei der Route du Vin und beim Halbmarathonbewerb des Dresden-Marathons. Bei den Grand 10 Berlin wurde er Zweiter.
Im Jahr darauf folgte einem fünften Platz beim Lissabon-Halbmarathon ein Sieg beim Paderborner Osterlauf über 10 km. Beim Berliner Halbmarathon wurde er Achter und beim Würzburger Residenzlauf Zweiter. Nach Titelverteidigungen beim Alsterlauf und in Tübingen wurde er beim Delhi-Halbmarathon Zehnter.
2014 wurde er beim CPC Loop Den Haag Vierter, beim Berliner Halbmarathon Dritter und beim Göteborgsvarvet Zweiter. Nach einem Triumph beim Oelder Citylauf wurde er Zweiter beim Zwolle-Halbmarathon, Fünfter beim Grand Prix von Prag und Vierter beim Ústí-Halbmarathon. Den Bredase Singelloop gewann er mit seiner persönlichen Bestzeit von 1:00:11  h.
2015 blieb er als Vierter beim Berliner Halbmarathon mit 59:59 min zum ersten Mal unter einer Stunde. Er siegte beim Göteborgsvarvet und beim Zwolle-Halbmarathon und verteidigte seinen Titel in Oelde.
Im darauffolgenden Jahr siegte er beim Berliner Halbmarathon und verteidigte seine Titel in Göteborg und Zwolle. Beim Eindhoven-Marathon wurde er Sechster. 2017 wurde er Sechster beim Paris-Halbmarathon und Achter beim Paris-Marathon. In Zwolle siegte er zum dritten Mal in Folge.
2018 kam er beim Berliner Halbmarathon auf den dritten Platz.

## Persönliche Bestzeiten
- 10-km-Straßenlauf: 27:48 min, 6. September 2014, Prag
- Halbmarathon: 59:35 min, 21. Mai 2016, Göteborg
- Marathon: 2:08:46 h, 9. April 2017, Paris